# Melicope quadrilocularis
Melicope quadrilocularis är en vinruteväxtart som först beskrevs av Hook. & Arn., och fick sitt nu gällande namn av Thomas Gordon Hartley. Melicope quadrilocularis ingår i släktet Melicope och familjen vinruteväxter. Inga underarter finns listade i Catalogue of Life.